# Michele Perniola
Pour les articles homonymes, voir Perniola.
Michele Perniola est un chanteur italien, connu pour avoir représenté Saint-Marin au Concours Eurovision de la chanson junior 2013. Il a également représenté Saint-Marin au Concours Eurovision de la chanson 2015 en duo avec Anita Simoncini.

## Jeunesse
Michele Perniola est né le 6 septembre 1998, dans la ville de Palagiano, dans la province du Taranto en Italie. Il commence sa carrière musicale à 9 ans.

## Carrière
En 2012, Perniola remporte la 6e édition du télé-crochet italien Ti Lascio Una Canzone. Cette victoire lui offre une certaine célébrité dans le pays.

### Eurovision junior 2013
En 2013, Michele Perniola représente la République de Saint-Marin au Concours, permettant au pays de faire ses débuts. Avec la chanson O-o-O Sole intorno a me, il se classe 10e sur 12 avec un score de 42 points.

### Eurovision 2015
Le 27 novembre 2014, la télévision saint-marinaise SMRTV annonce que Michele Perniola représentera le pays au Concours Eurovision de la chanson 2015 qui aura lieu les 19, 21 et 23 mai à Vienne en Autriche, en duo avec Anita Simoncini. Ils terminent 16es sur 17 lors de leur demi-finale.
Tous deux ont eu seize ans et quelques mois le jour du Concours, ce qui en fait le plus jeune duo de l'histoire de l'Eurovision.